# 핵형

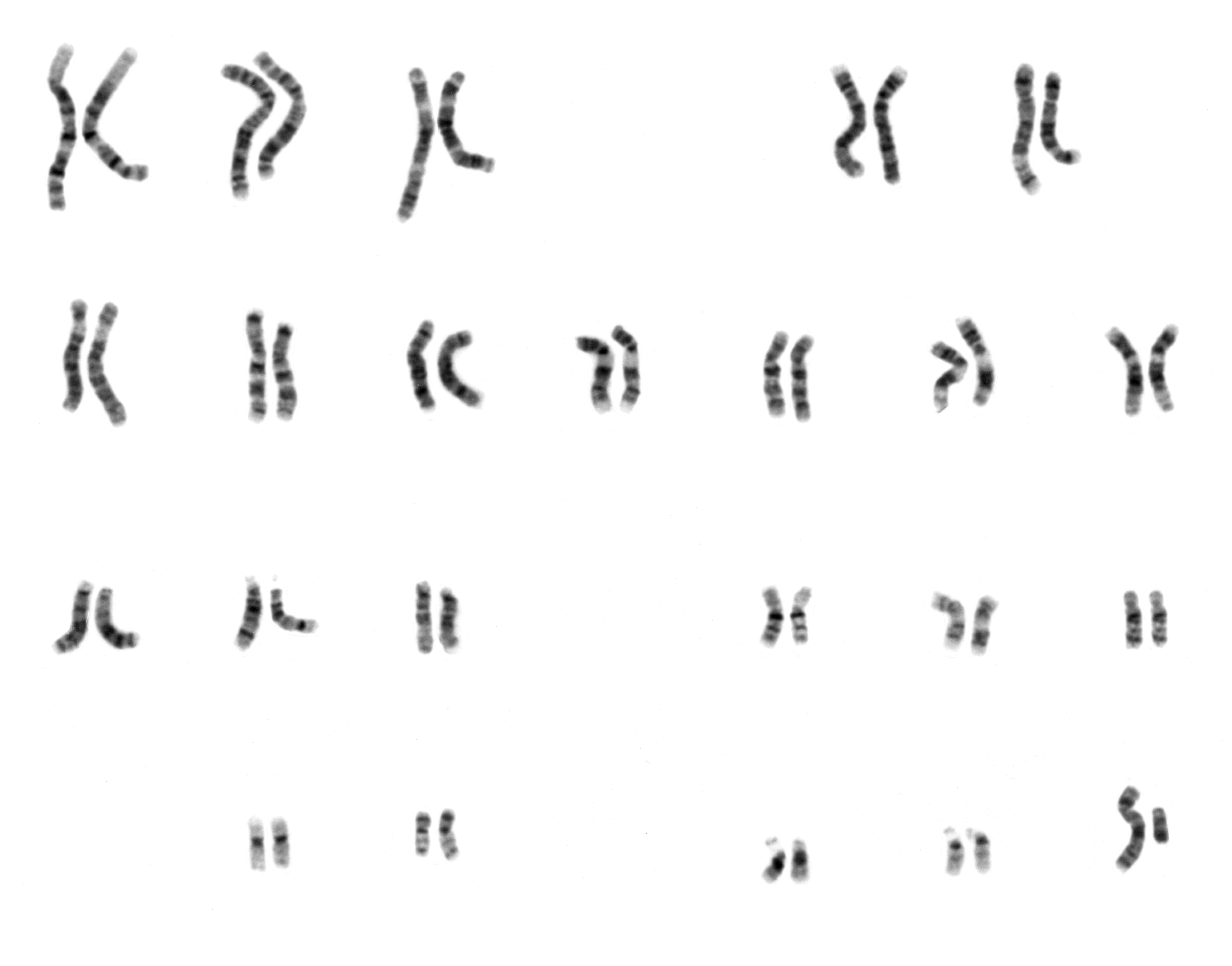
김사 염색을 이용한 남성의 핵형.

핵형(核型, 영어: karyotype)은 진핵생물 세포의 핵 안에 있는 염색체의 수와 보이는 형태이다. 이 용어는 개개의 생물이나 종의 완전한 염색체 집합을 위해 사용되기도 한다.
핵형은 염색체의 수를 정의하며 현미경으로 어떻게 보이는지를 나타내준다. 주로 동원체의 길이와 위치, 결합 형태, 성염색체 간 차이, 기타 물리적 특성에 대해 집중한다. 핵형의 준비와 연구는 세포유전학의 일부이다.